# Tang Hamilton
Tephen "Tang" Hamilton (Jackson, Misisipi 26 de mayo de 1978) es un exjugador de baloncesto estadounidense que disputó una temporada en la NBA, desarrollando el resto de su carrera en la NBA D-League y en ligas internacionales, sobre todo de Sudamérica. Con 2,03 metros de estatura, lo hacía en la posición de ala-pívot.

## Trayectoria deportiva

### Universidad
Jugó cuatro temporadas con los Bulldogs de la Universidad Estatal de Misisipi, en las que promedió 10,6 puntos y 5,5 rebotes por partido.

### Profesional
Tras no ser elegido en el Draft de la NBA de 2001, firmó un contrato no garantizado con los Miami Heat, con los que disputó 9 partidos antes de ser despedido en el mes de diciembre, promediando 2,2 puntos y 2,0 rebotes. Acabó la temporada jugando con los Columbus Riverdragons de la NBA D-League, promediando 9,3 puntos y 4,6 rebotes por partido.
Al año siguiente, en la Temporada 2002-03, se convirtió en uno de los puntales del equipo, promediando 15,5 puntos y 9,0 rebotes por partido, máximo reboteador de la liga y elegido en el Mejor quinteto de la NBA Development League.
Tras jugar una temporada en el BK Azovmash Mariupol de la Superliga de Ucrania, volvió a la iga de desarrollo en 2004 para fichar por los Fayetteville Patriots. Allí jugó una temporada en la que promedió 15,8 puntos y 6,9 rebotes por partido.
Jugó posteriormente en los Tulsa 66ers para después iniciar una andadura internacional que le llevaría a jugar en varios países, sobre todo de Sudamérica, poniendo fin a su carrera en 2012, tras jugar en los Panteras de Miranda venezolano.

## Estadísticas de su carrera en la NBA

### Temporada regular
| Temporada | Edad | Equipo     | Liga | Pos. | P | TIT | MIN  | TC  | TCA | %TC  | 3P  | 3PA | %3P  | 2P  | 2PA | %2P  | TL  | TLA | %TL  | R.OF. | R.DEF. | REB | ASIS | ROB | TAP | PER | FP  | PTS |
| 2001-02   | 23   | Miami Heat | NBA  | SF   | 9 | 2   | 10.9 | 1.1 | 2.1 | .526 | 0.0 | 0.1 | .000 | 1.1 | 2.0 | .556 | 0.0 | 0.1 | .000 | 0.7   | 1.3    | 2.0 | 0.6  | 0.4 | 0.0 | 0.2 | 1.1 | 2.2 |
| Total     |      |            | NBA  |      | 9 | 2   | 10.9 | 1.1 | 2.1 | .526 | 0.0 | 0.1 | .000 | 1.1 | 2.0 | .556 | 0.0 | 0.1 | .000 | 0.7   | 1.3    | 2.0 | 0.6  | 0.4 | 0.0 | 0.2 | 1.1 | 2.2 |